# الفريد إلياسون
الفريد إلياسون (بالإنجليزية: Alfred Eliasson)‏ (16 مارس 1920 - 12 أبريل 1988 ) شخصية أعمال .